# Claudia Tagbo
Claudia Tagbo (Abidjan, 14 giugno 1973) è un'attrice ivoriana naturalizzata francese.

## Filmografia parziale

### Cinema
- Congorama, regia di Philippe Falardeau (2006)
- Chrysalis, regia di Julien Leclercq (2007)
- Ma vie n'est pas une comédie romantique, regia di Marc Gibaja (2007)
- Cash - Fate il vostro gioco (Ca$h), regia di Éric Besnard (2008)
- Vilaine, regia di Jean-Patrick Benes e Allan Mauduit (2008)
- Il sentimento della carne (Le sentiment de la chair), regia di Roberto Garzelli (2010)
- De l'huile sur le feu, regia di Nicolas Benamou (2011)
- A Lady in Paris (Une Estonienne à Paris), regia di Ilmar Raag (2012)
- Dream Team (Les seigneurs), regia di Olivier Dahan (2012)
- Le crocodile du Botswanga, regia di Lionel Steketee e Fabrice Eboué (2014)
- Amour sur place ou à emporter, regia di Amelle Chahbi (2014)
- Bon rétablissement!, regia di Jean Becker (2014)
- Vengo subito (Je suis à vous tout de suite), regia di Baya Kasmi (2015)
- La nostra grande famiglia (C'est quoi cette famille?!), regia di Gabriel Julien-Laferrière (2016)
- Les ex, regia di Maurice Barthélémy (2017)
- Ti ripresento i tuoi (La ch'tite famille), regia di Dany Boon (2018)
- Non sposate le mie figlie! 2 (Qu'est-ce qu'on a encore fait au bon Dieu?), regia di Philippe de Chauveron (2019)
- Una classe per i ribelli (La lutte des classes), regia di Michel Leclerc (2019)
- L'angle mort, regia di Patrick-Mario Bernard e Pierre Trividic (2019)
- C'est quoi cette mamie?!, regia di Gabriel Julien-Laferrière (2019)
- Il club dei divorziati (Divorce Club), regia di Michaël Youn (2020)
- Semplicemente nero (Tout simplement noir), regia di John Wax e Jean-Pascal Zadi (2020)
- Connectés, regia di Romuald Boulanger (2020)
- C'est quoi ce papy ?!, regia di Gabriel Julien-Laferrière (2021)
- Parla più forte (On est fait pour s'entendre), regia di Pascal Elbé (2021)

### Doppiatrice
- Luce - Accendi il tuo coraggio (Fireheart), regia di Theodore Ty e Laurent Zeitoun (2022)

### Televisione
- Il commissariato Saint Martin (P.J.) - serie TV, 2 episodi (2004)
- Inside Jamel Comedy Club - serie TV, 8 episodi (2009)
- R.I.S. Police scientifique - serie TV, 47 episodi (2006-2010)
- C'est la crise - serie TV, 15 episodi (2013)
- Clem - serie TV, 3 episodi (2011-2015)
- Nos chers voisins - serie TV, 3 episodi (2015)
- Holly Weed - serie TV, 4 episodi (2017)
- Le crime lui va si bien - miniserie TV, 7 episodi (2019-2023)